# Valdomiro
Valdomiro, właśc. Valdomiro Vaz Franco (ur. 17 lutego 1946 w Criciúma) – brazylijski piłkarz. Grał na pozycji napastnika.
W reprezentacji Brazylii od maja 1973 do marca 1977. W tym czasie rozegrał 23 mecze, strzelając przy tym 5 goli. Valdomiro wystąpił w 5 meczach i strzelił 1 gola na Mundialu 1974.

## Kluby
- Criciúma EC: 1965-1967
- Perdigão: 1968
- SC Internacional: 1968-1979
- Millonarios FC: 1980-1981
- SC Internacional: 1982

## Sukcesy
- Campeonato Catarinense: 1968
- Campeonato Gaúcho: 10 razy (8 po kolei) (1969, 1970, 1971, 1972, 1973, 1974, 1975, 1976, 1978, 1982)
- Mistrz Barazylii: 1975, 1976, 1979
- Dwa razy król strzelców Campeonato Gaúcho w 1971 i 1978
- Brazylijska Srebrna Piłka w 1976